# Walter M. Scott
Walter M. Scott (7 novembre 1906, Cleveland, Ohio – 2 février 1989, Los Angeles, Californie) est un décorateur de plateau qui a gagné de multiples Oscars et qui a travaillé sur des films tels que La Mélodie du bonheur et Butch Cassidy et le Kid .
Scott a connu une carrière fulgurante à Hollywood, travaillant sur plus de 280 films. Il a remporté six Oscars de la meilleure direction artistique pour la décoration de plateau, et a été nommé pour quinze de plus.
Il a commencé à travailler dans des films de série B en 1939, et en 1945 il était passé à des projets de plus haut rang tels que Les Dolly Sisters.
Sa première proposition aux Academy Awards est venue en 1950 pour le drame de Joseph L. Mankiewicz, Ève.
Les six Academy Awards de Scott ont été décernés pour la reconstruction complexe de la Rome antique à la fois dans La Tunique (1953) et le film à gros budget Cléopâtre (1963), pour sa reconstitution tout aussi complexe de la maison royale siamoise pour Le Roi et moi en 1956, pour une représentation bien plus forte des petits espaces exigus occupés par une famille juive hollandaise en temps de guerre en Hollande dans Le Journal d'Anne Frank (1959), pour les décors futuristes du Voyage fantastique en 1966, et pour une riche tapisserie de début de siècle haute en couleur dans Hello, Dolly! en 1969.
Son dernier film était Ace Eli et Rodger of the Skies en 1973.